# Penstemon gormanii
Penstemon gormanii är en grobladsväxtart som beskrevs av Edward Lee Greene. Penstemon gormanii ingår i släktet penstemoner, och familjen grobladsväxter. Inga underarter finns listade i Catalogue of Life.